# Saint-Divy
Saint-Divy is een gemeente in het Franse departement Finistère (regio Bretagne). De plaats maakt deel uit van het arrondissement Brest. Saint-Divy telde op 1 januari 2022 1.602 inwoners.

## Geografie
De oppervlakte van Saint-Divy bedroeg op 1 januari 2022 8,52 vierkante kilometer; de bevolkingsdichtheid was toen 188 inwoners per km².

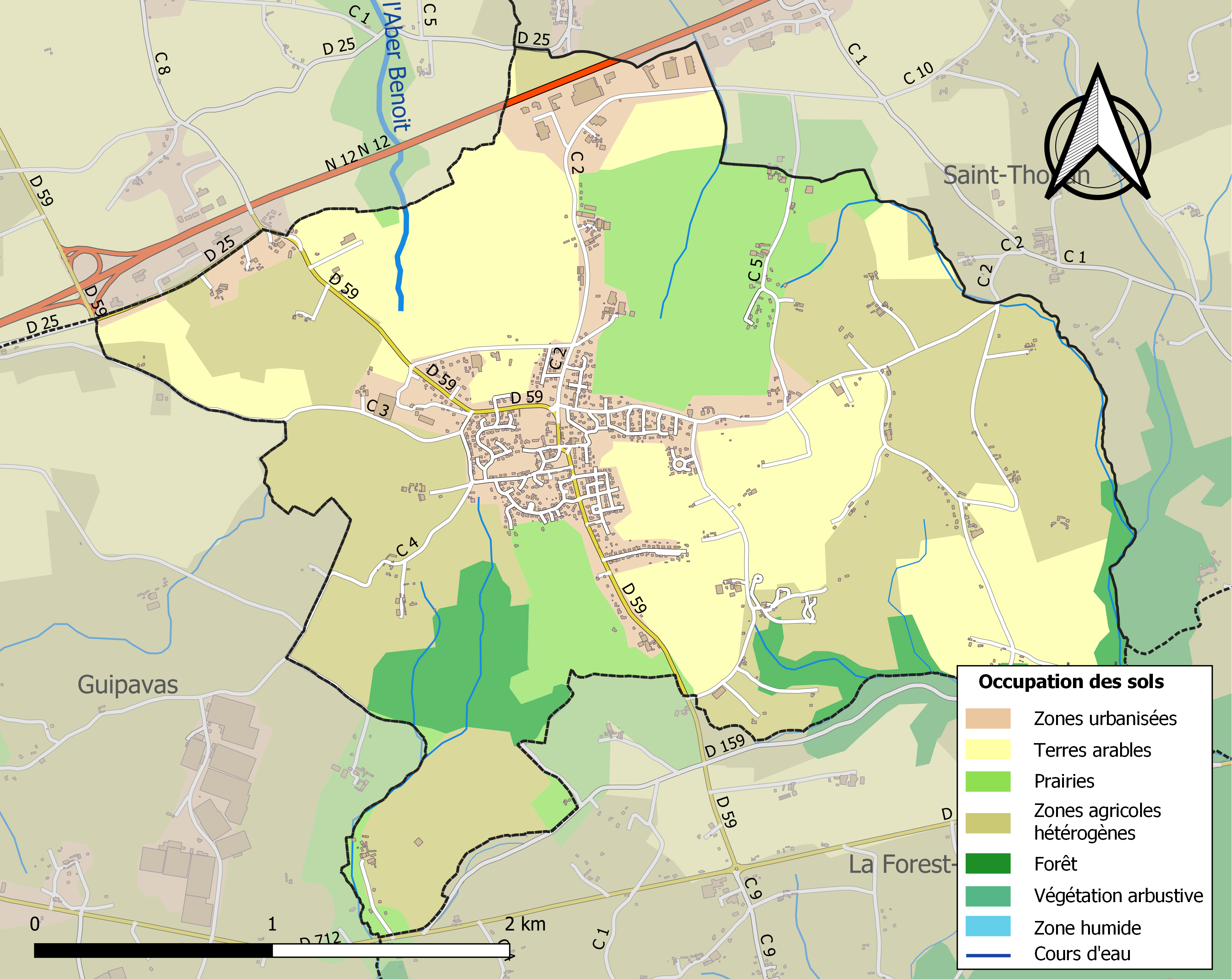
Kaart van de gemeente met belangrijkste infrastructuur, bodemgebruik en omliggende gemeenten

## Demografie
Onderstaande figuur toont het verloop van het inwonertal (bron: INSEE-tellingen).